# República Socialista Federativa Soviética de Transcaucasia
La República Socialista Federativa Soviética de Transcaucasia, abreviada como RSFS de Transcaucasia (en ruso: Закавказская Сове́тская Федерати́вная Социалисти́ческая Респу́блика, ЗСФСР; en armenio: Անդրկովկասի Խորհրդային Ֆեդերատիվ Սոցիալիստական Հանրապետություն; en azerí: Загафгија Совет Федератив Сосиалист Республикасы; en georgiano: ამიერკავკასიის საბჭოთა ფედერაციული სოციალისტური რესპუბლიკა) fue una de las repúblicas soviéticas constituyentes de la Unión Soviética, de corta duración (1922–1936), formada por Armenia, Azerbaiyán y Georgia, que eran conocidas tradicionalmente como las repúblicas Transcaucásicas en la Unión Soviética. La capital de la república era Tiflis.

## Historia
Los orígenes de la república se encuentran en la disolución del Imperio ruso en 1917, durante la revolución rusa, cuando las provincias del Cáucaso se separaron y formaron su propio estado federal, la República Democrática Federal de Transcaucasia. Los diferentes intereses nacionales en la guerra con el Imperio otomano llevaron a la disolución de dicha república medio año después, en mayo de 1918.
En los siguientes años, los tres estados sucesores —la República Democrática de Armenia, la República Democrática de Azerbaiyán y la República Democrática de Georgia— atravesaron sendas guerras civiles contra la Rusia soviética y los sóviets creados en Transcaucasia, siendo apoyados definitivamente por el poder soviético en Rusia. Finalmente, y con la intervención del Ejército Rojo, se convirtieron en Repúblicas Soviéticas. En diciembre de 1922, todo el territorio fue reunificado como la República Socialista Federativa Soviética de Transcaucasia, sobre la base de una idea de unificación propuesta por Lenin, para la reconstrucción económica, la eliminación las enemistades interétnicas y la destrucción de las fuerzas contrarrevolucionarias restantes. Ese mismo mes, el Congreso de los Sóviets de Todo El Cáucaso transformó a la federación de estados en un estado federal unificado. El Congreso también adoptó una constitución, creó al Comité Ejecutivo Central (órgano legislativo entre sesiones del congreso) y al Consejo de Comisarios del Pueblo (gabinete), siendo nombrado el bolchevique Mamia Orajelashvili como su presidente. La capital de la república fue establecida en Tiflis. En 1922, la RSFS de Transcaucasia fue una de las repúblicas fundadoras de la Unión Soviética, junto con la RSFS de Rusia, la RSS de Ucrania y la RSS de Bielorrusia.
En 1936, la república fue disuelta y se dividió en la RSS de Armenia, la RSS de Azerbaiyán y la RSS de Georgia.

## Jefes de Estado
| Presidentes del Consejo de Unión | Fecha                   | Partido                                   |
| -------------------------------- | ----------------------- | ----------------------------------------- |
| Aleksándr Miasnikián             | marzo-diciembre de 1922 | Partido Comunista de la RSS de Armenia    |
| Narimán Narimánov                | marzo-diciembre de 1922 | Partido Comunista de la RSS de Azerbaiyán |
| Polikarp Mdivani                 | marzo-diciembre de 1922 | Partido Comunista de la RSS de Georgia    |

| Presidentes del Comité Ejecutivo Central | Período            | Por        |
| ---------------------------------------- | ------------------ | ---------- |
| Mijaíl Tsjakaya (1.ª vez)                | 1922-1927          | Georgia    |
| Samed Agá Alíyev                         | 1922-1929          | Azerbaiyán |
| Sarkís Ambartsumyán                      | 1922-1925          | Armenia    |
| Sarkís Kasyán                            | 1927-1931          | Armenia    |
| Filipp Majaradze (1.ª vez)               | 1927-1928          | Georgia    |
| Mijaíl Tsjakaya (2.ª vez)                | 1928-1931          | Georgia    |
| Gazanfar Musabékov                       | 1929-1931          | Azerbaiyán |
| Filipp Majaradze (2.ª vez)               | 1931-1935          | Georgia    |
| Armenek Ananján                          | 1931-1935          | Armenia    |
| Sultán Medzhid Efendíyev                 | 1931-1936          | Azerbaiyán |
| Sergó Martikiján                         | 1935-1936          | Armenia    |
| Avel Enukidze                            | marzo-mayo de 1935 | Georgia    |
| Filipp Majaradze (3.ª vez)               | 1935-1936          | Georgia    |